# Samari Gourari
Samari Mikhaïlovitch Gourari (en russe : Самарий Михайлович Гурарий), né à Krementchoug en 1916 et mort en 1998, est un photographe russe. 

## Biographie
Samari Gourari, photographe de la Grande Guerre patriotique, a travaillé pour RIA Novosti.

## Galerie

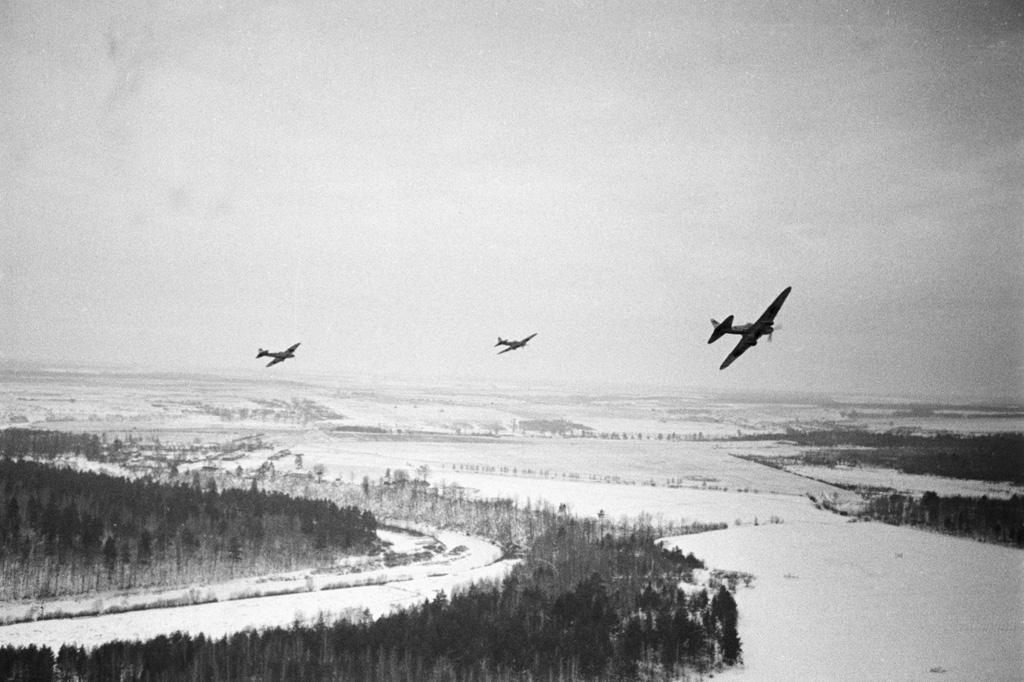
Des avions Soviet II-2 au-dessus de positions allemandes près de Moscou, 1er décembre 1941
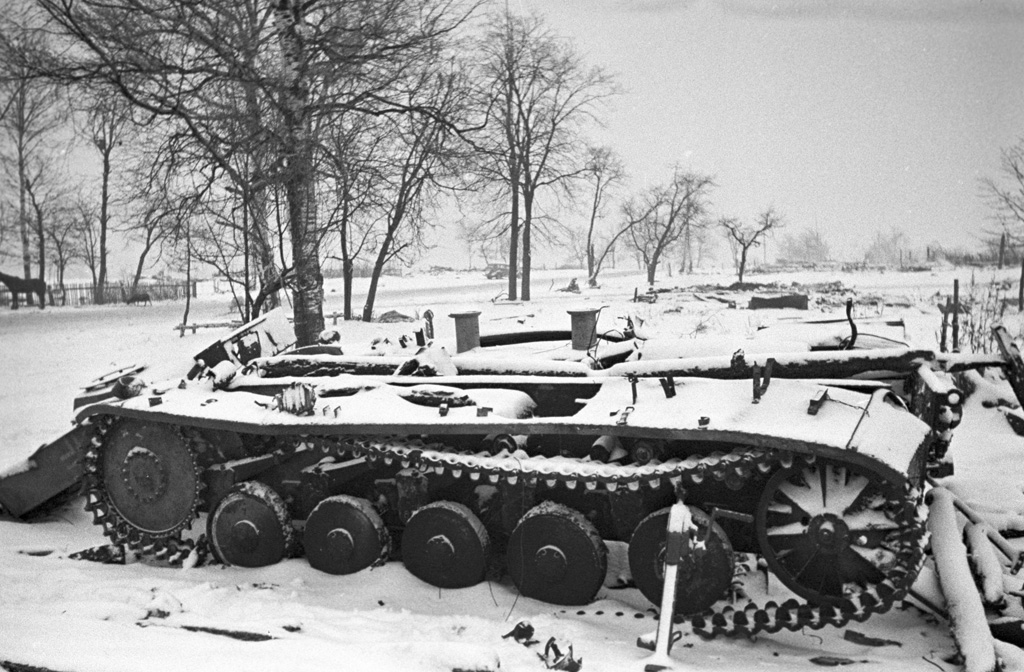
Un char de combat allemand détruit, 10 décembre 1941.
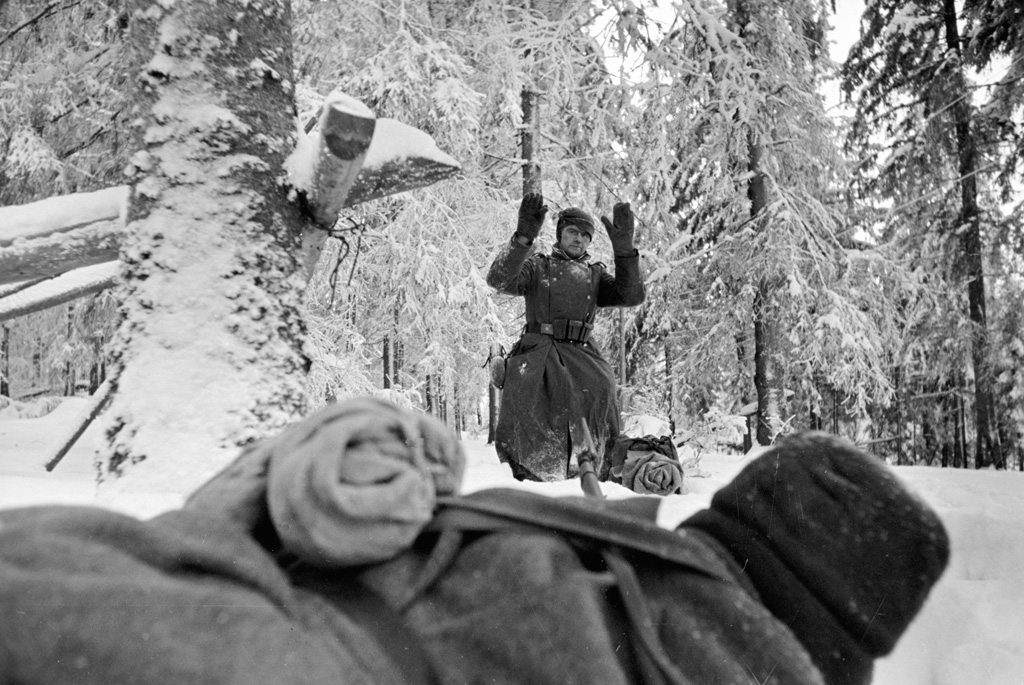
Reddition d'un soldat allemand,  décembre 1941.